# Corynesporella urticae
Corynesporella urticae är en svampart som beskrevs av Munjal & H.S. Gill 1961. Corynesporella urticae ingår i släktet Corynesporella, divisionen sporsäcksvampar och riket svampar.   Inga underarter finns listade i Catalogue of Life.